# English Electric Lightning
English Electric Lightning je bil dvomotorni prestreznik britanskega proizvajalca English Electric (pozneje British Aircraft Corporation). Po izgledu je precej podoben Migu-21, je pa imel za razliko dva motorja in je poletel približno leto in pol prej in sicer 4. avgusta 1954. Največja hitrost je bila okrog 2 Macha, imel je tudi možnost superkrižarjenja - letenje pri nadzvočni hitrosti brez uporabe dodatnega zgorevanja. Več kot 20 let je bil glavno prestrezniško letalo Kraljeviih letalskih sil (RAF). Uporabljali sta ga tudi Saudova Arabija in Kuvajt. Skupaj so zgradili 337 letal.
Poganjala sta ga dva turboreaktivna motorja Rolls-Royce Avon, ki sta bila nameščena en nad drugim - posebnost pri lovcih. Naklon krila je bil 60 stopinj. Lightning je bil izjemno hiter in se je hitro vzpenjal, je pa imel majhen dolet. 

## Specifikacije(Lightning F.6)
Podatki iz Pilots Notes and Operating Data Manual for Lightning F.6 (unless otherwise noted)
Splošne karakteristike
- Posadka: 1
- Dolžina: 55 ft 3 in (16,8 m)
- Razpon kril: 34 ft 10 in (10,6 m)
- Višina: 19 ft 7 in (5,97 m)
- Površina kril: 474,5 ft² (44,08 m²)
- Teža praznega letala: 31068 lb (14092 kg)
- Maks. vzletna teža: 45750 lb (20752 kg)
- Pogon letala: 2 × Rolls-Royce Avon 301R afterburning turboreaktivni motor
  - Potisk motorjev (suh): 12530 lbf (55,74 kN)  vsak
  - Potisk motorjev z dodatnim zgorevanjem: 16000 lbf (71,17 kN) vsak

 Zmogljivost 
- Maks. hitrost: Mach 2,0 (1300 mph, 2100 km/h) na 36000 čevljih višine
- Doseg: 850 milj (1370 km)
- Največji doseg: 920 milj (800 NM, 1660 km) 1270 mi (1100 NM) z dodatnimi rezervoarji
- Višina leta: 54000 ft (16000 m) z>70000 ft
- Hitrost vzpenjanja: 20000 ft/min (100 m/s)
- Obremenitev kril: 76 lb/ft² (370 kg/m²)
- Razmerje potisk/teža: 0,78

Oborožitev

- Strelno orožje: 2× 30 mm (1.18 in) ADEN top
- Nosilci za orožje: 2× podtrupna nosilca za rakete zrak-zrak,  2x nadkrilna nosilca za 260 gal rezervoarje z gorivo  in zalogo orožja s kombinacijo:
  - Izstrelki: 2 De Havilland Firestreak ali 2× Hawker Siddeley Red Top